# 리다시티
리다시티(1994년 11월 28일 ~)는 대한민국의 가수다. 2021년 싱글 《라면》으로 데뷔했다.

## 방송
- 쇼미더머니 10 (2021) - Top33
- 방구석 래퍼 (2022) - Top9(9위)
- 쇼미더머니 11 (2022) - 1차 예선 탈락